# Konstantów (Mazovie)
Pour les articles homonymes, voir Konstantów.
Konstantów [kɔnsˈtantuf] est un village polonais de la gmina de Błonie situé dans le powiat de Varsovie-ouest et dans la voïvodie de Mazovie, dans le centre-est de la Pologne.
Il est situé à environ 5 kilomètres au sud-ouest de Błonie, à 16 kilomètres à l'ouest de Ożarów Mazowiecki (le chef-lieu du district), et à 29 kilomètres à l'ouest de Varsovie.